# Isola Viscontea
L'Isola Viscontea (talvolta chiamata Isola di Pescarenico dal quartiere davanti a cui si trova), è un isolotto fluviale situato a Lecco, in Lombardia in quel breve tratto di corso dell'Adda compreso tra il Ramo di Lecco del Lario e il Lago di Garlate.

## Geografia
L'isola, appartenente al territorio comunale di Lecco, è lunga circa 110 metri e larga al massimo 27, posta vicina alla sponda orientale del fiume, da cui la separano un minimo di 11 metri; nessun ponte, per quanto breve, la collega alla terraferma. Le sue sponde sono a un'altitudine di 198,1 m s.l.m. raggiungendo un'altezza massima di 2,2 m sopra il livello delle acque circostanti ed ha una superficie di circa 0,3 ha.

La maggior parte del territorio è adibito a giardino alberato mentre la parte meridionale ospita l'unico edificio presente sull'isola dominato da una torre circolare.

## Storia
Le origini di questo isolotto sono incerte ma sicuramente non sembrano di origine naturale poiché la si può collegare facilmente alle sorti che ebbe il vicino Ponte Azzone Visconti durante il XV secolo. Al fine di limitare le periodiche esondazioni del lago vennero aggiunti in tempi differenti tre arcate che si aggiunsero alle otto originariamente esistenti.

Il materiale di riporto, causato dall'allargamento dell'argine del fiume, portò all'accumulo dei detriti nella zona denominata del Lazzaretto e, per far sì che le acque fluissero meglio, si scavò un canale laddove il materiale venne depositato separando di fatto l'isola dalla terraferma.
Si presume, data la forma e le decorazioni tuttora presenti, che l'isola venne utilizzata come fortino di difesa e come presidio militare divenendo in seguito una casa di pescatori.
Le prime mappe che ritraggono l'isola (seppur senza l'abitazione) risalgono al 1723 e al 1753 successivamente alla riconfinazione territoriale lungo il fiume Adda tra il Ducato di Milano, conquistato dagli Asburgo con la Pace di Utrecht del 1713, e la Repubblica di Venezia.
L'unico edificio dell'isola, situato sullo spigolo meridionale, è stato abitato fino al 1956 quando gli ex proprietari si videro negare il permesso di realizzare un ponte che collegasse l'isolotto alla terraferma. Successivamente venne affittata fino al 1961 prima che gli ultimi proprietari ne entrassero in possesso e utilizzata saltuariamente per eventi privati quali matrimoni e ricevimenti anche se l'opinione pubblica ha sempre auspicato un utilizzo più adeguato alla sua importanza.

L'isola, dopo aver ospitato una trattoria, venne abbandonata fino al 2011 quando l'amministrazione comunale lecchese avviò un progetto per consentire l'accesso al pubblico e lo sfruttamento turistico organizzando mostre, eventi cinematografici, rappresentazioni teatrali nel giardino oltre ad una valorizzazione generale del luogo rimasto sconosciuto perfino ai lecchesi. Nel 2014, a causa di contenziosi con la proprietà, la vocazione turistica si alienò e venne abbandonata un'ennesima volta.
Nel febbraio 2013, il FAI, ha riconosciuto l'isola classificandola al 121º posto, con 1133 voti,  del censimento I luoghi del cuore, oltre al decreto emesso solo un mese prima dal direttore generale per i Beni Culturali e paesaggistici della Lombardia che la dichiarò di interesse storico-culturale particolarmente importante.Nel 2022, ultimo Censimento FAI "I luoghi del cuore" si è classificata al 562º posto ottenendo 33 voti.